# Trachinotus
Trachinotus Lacépède, 1801, noti comunemente con il nome inglese di pompanos un genere di pesci ossei marini della famiglia Carangidae.

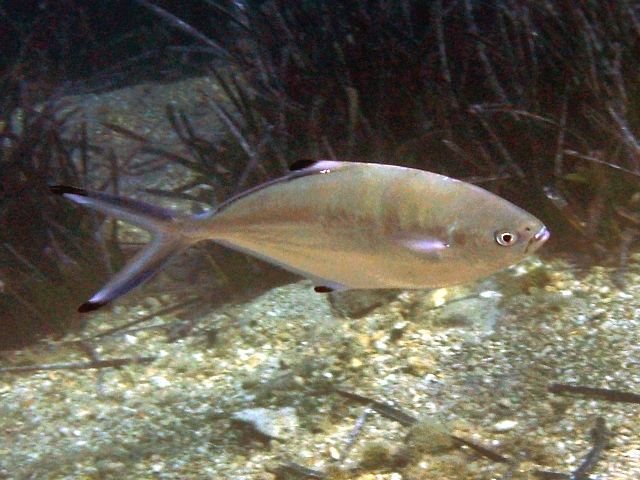
Trachinotus ovatus

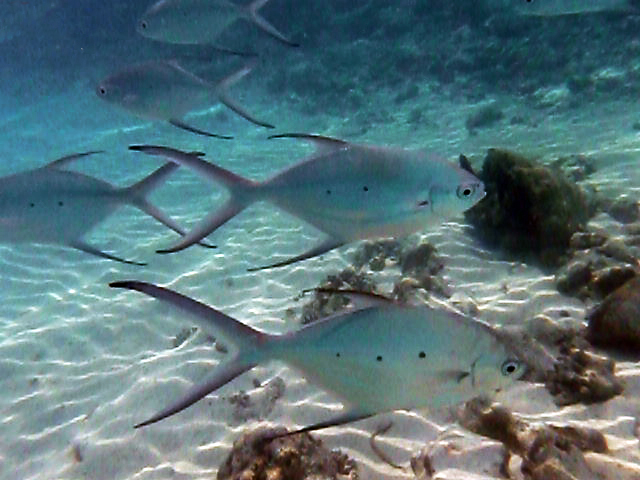
Trachinotus bailloni

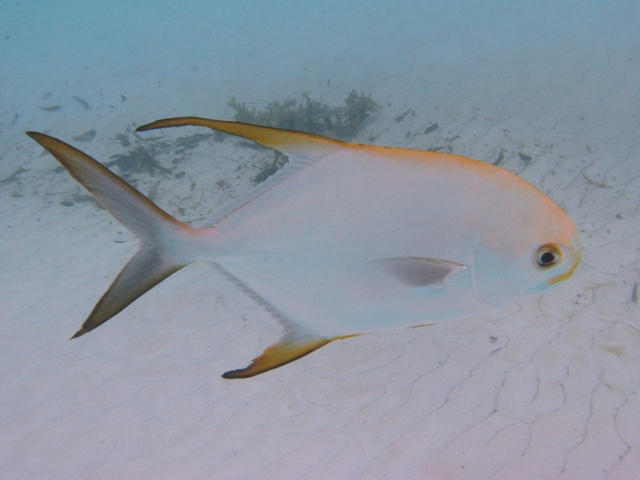
Trachinotus blochii

## Distribuzione e habitat
Sono diffusi in tutti i mari tropicali e subtropicali.
Nel mar Mediterraneo è presente e comune il Trachinotus ovatus o leccia stella.
Sono pesci pelagici che spesso però si trovano molto vicino alle coste.

## Descrizione
Questi carangidi sono caratterizzati dal corpo di forma romboidale e dalla bocca relativamente piccola. La prima pinna dorsale è molto piccola, ridotta a una serie di raggi spinosi molto brevi che appena emergono dalla pelle, la seconda dorsale è invece lunga e bassa, con un lobo rilevato all'estremità anteriore. La pinna anale è uguale e simmetrica alla seconda dorsale. La pinna caudale è forcuta, con lobi molto lunghi e appuntiti.
La taglia media è ridotta, attorno al mezzo metro, alcune specie del genere possono però raggiungere grandi dimensioni: T. falcatus misura fino 122 cm per 36 kg di peso.

### Alimentazione
Si nutrono di pesci e invertebrati pelagici come i cefalopodi.

## Pesca
Le carni sono buone, alcune specie come T. falcatus hanno importanza per la pesca sportiva nei paesi del mar dei Caraibi.

## Specie
- Trachinotus africanus
- Trachinotus anak
- Trachinotus baillonii
- Trachinotus blochii
- Trachinotus botla
- Trachinotus carolinus
- Trachinotus cayennensis
- Trachinotus coppingeri
- Trachinotus falcatus
- Trachinotus goodei
- Trachinotus goreensis
- Trachinotus kennedyi
- Trachinotus marginatus
- Trachinotus maxillosus
- Trachinotus mookalee
- Trachinotus ovatus
- Trachinotus paitensis
- Trachinotus rhodopus
- Trachinotus stilbe
- Trachinotus teraia